# Caddo Lake (Film)
Caddo Lake ist ein US-amerikanischer Mystery-Thriller von Céline Held und Logan George. Der Science-Fiction-Film mit Dylan O’Brien, Eliza Scanlen und Caroline Falk in den Hauptrollen, die im titelgebenden Caddo Lake ein Zeitreiseportal entdecken, wurde im Oktober 2024 in den USA in das Programm des Video-on-Demand-Anbieters Max aufgenommen und kam Ende November 2024 in die deutschen Kinos.

## Handlung
In der ländlichen Gemeinde Karnack im Osten von Texas hat Ellie ein angespanntes Verhältnis zu ihrer Mutter Celeste. Ihr Vater ist verschwunden, als sie noch ein Baby war. Ihre Mutter heiratete schließlich einen Mann namens Daniel Bennett, der seine 8-jährige Tochter Anna aus einer früheren Beziehung mit in die Ehe brachte. Ellie und Anna stehen sich ziemlich nahe. Als Ellie nach einem Streit mit ihrer Mutter abhaut, ist Anna am nächsten Morgen verschwunden. Man geht davon aus, dass sie ihr folgen wollte und sich dabei verlaufen hat oder verletzt wurde.
Paris Lang leidet unter dem Tod seiner Mutter vor einigen Jahren. Sie hatte während einer Autofahrt einen Anfall, als sich Paris im Fahrzeug befand. Es durchbrach eine Absperrung und wurde in den dahinter liegenden See geschleudert. Als der junge Mann den Ort, an dem seine Mutter starb, genauer untersucht, entdeckt er in dem See, dem Caddo Lake, eine Stelle, die jemanden in verschiedene Zeiten springen lässt.
Ellie findet auf der Suche nach ihrer Stiefschwester Anna ebenfalls diese mysteriöse Stelle und gelangt in das Jahr 2005. Dort trifft sie auf ihre junge Mutter. Bei Nachforschungen in einem Internetcafé findet Ellie heraus, dass Paris in Wirklichkeit ihr Vater ist und die in die Vergangenheit gezogene Anna ihre Großmutter. Paris ist währenddessen in das Jahr 2022 gelangt. Dort wird er als Verdächtiger im Fall der vermissten Anna festgenommen und flüchtet. Bei dem Versuch, wieder in seine Zeit zurückzukehren, ertrinkt Paris.

## Produktion

### Filmstab, Besetzung und Synchronisation
Regie führten Logan George und Celine Held, die gemeinsam auch das Drehbuch schrieben. Zu den früheren gemeinsamen Projekten des Ehepaares gehören der Film Topside von 2021 und eine Folge der Fernsehserie Modern Love. George übernahm bei Caddo Lake auch den Filmschnitt.
Neben M. Night Shyamalan fungierten bei Caddo Lake Kara Durrett, Josh Godfrey und Ashwin Rajan als Produzenten. Shyamalan lernte George und Held bei der Arbeit für seine Fernsehserie Servant kennen, die bei drei Folgen die Regie übernommen hatten.
Die Australierin Eliza Scanlen spielt Ellie, Lauren Ambrose ihre Mutter Celeste, Eric Lange ihren Stiefvater Daniel und Caroline Falk ihre 8-jährige Stiefschwester Anna. Der US-Amerikaner Dylan O’Brien, bekannt aus der Fernsehserie Teen Wolf und den Filmen der Maze Runner-Trilogie, spielt Paris Lang und Gina Limbrick seine Mutter. In weiteren Rollen sind David Maldonado als Sheriff Mark Taylor, Lance E. Nichols als Dr. Mitchell und Jules Hilillo Fernandez als Claire zu sehen.
Ozan Ünal leiht in der deutschen Fassung O’Brien in der Rolle von Paris seine Stimme und Miu Whigham ihre Falk in der Rolle von Anna.

### Dreharbeiten und Filmmusik

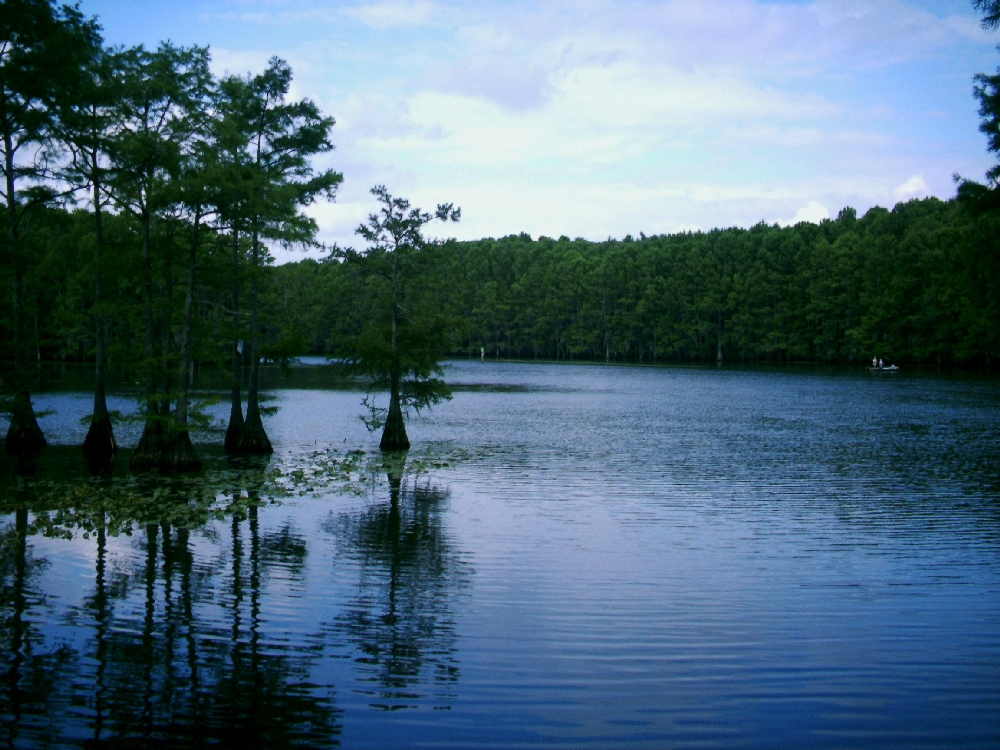
Der titelgebende Caddo Lake, wo der Film gedreht wurde

Die Dreharbeiten fanden 2021 am titelgebenden Caddo Lake und in Shreveport im US-Bundesstaat Louisiana statt. Die Stadt ist Verwaltungssitz des Caddo Parish. Der Arbeitstitel war The Vanishings at Caddo Lake. Kameramann Lowell A. Meyer war zuletzt für Filme wie Der Chaos-Cop von Jim Cummings, Greener Grass von Jocelyn DeBoer und Dawn Luebbe, die Horrorkomödie I Don’t Understand You von David Joseph Craig und Brian Crano und gemeinsam mit Jarin Blaschke für Shyamalans Thriller Knock at the Cabin tätig.
Neben der von Paul Baloche komponierten Musik verwendet der Film die Songs What a Good God und Found in You des Liedschreibers von Contemporary Worship Music. Das Soundtrack-Album mit insgesamt 26 Musikstücken wurde im Oktober 2024 als Download veröffentlicht.

### Marketing und Veröffentlichung
Der erste Trailer wurde im September 2024 vorgestellt. Am 10. Oktober 2024 wurde Caddo Lake in den USA in das Programm des Video-on-Demand-Anbieters Max aufgenommen. Am 28. November 2024 kam der Film in die deutschen Kinos.

## Altersfreigabe und Kritiken
In den USA wurde der Film als PG-13 eingestuft. In Deutschland wurde der Film von der FSK ab 12 Jahren freigegeben.
Von den bei Rotten Tomatoes aufgeführten Kritiken sind 78 Prozent positiv.
Peter Osteried, Filmkorrespondent der Gilde deutscher Filmkunsttheater, erklärt in seiner Kritik, Caddo Lake sei kein Horrorfilm, aber ein phantastischer Film, der exzellent besetzt sei und eine Geschichte erzählt, die noch lange nachwirke. Logan George und Celine Held sei es in ihrem Drehbuch gelungen, alle Handlungsebenen so zu verbinden, dass am Ende alles Sinn ergibt, und so eine glaubwürdige filmische Realität erschaffen. Anfangs mute der Film vor allem wie ein Drama an, zugleich sei er in seiner Milieuschilderung überzeugend und spiele mit Sci-Fi-Themen, die folgerichtig fortgedacht würden und eine Geschichte erzählten, die absolut faszinierend sei.
Die Filmkritikerin Antje Wessels bemerkt, die Geschichte halte auch dem mehrfachen Drüber-Nachdenken hervorragend stand und ergebe somit ein stimmiges Ganzes. Die Handlung schreite dabei in einem nahezu halsbrecherischen Tempo voran. Es gebe kaum eine Szene, in der nicht irgendwas für die Handlung Relevantes verhandelt werde, und jeder Moment, jedes Wort, jede Kamerafahrt berge die Möglichkeit, ein wichtiges Puzzlestück zu sein. Insbesondere sein alles umfassendes Mysteryelement verleihe der Story eine ungeahnte Größe. Auch wenn es Caddo Lake an den ganz großen Kino-Ausmaßen fehle, sei es doch schön, den im Stile von M. Night Shyamalans Frühwerken gehaltenen Mysterythriller auf der großen Leinwand zu erleben.
Jan Felix Wuttig von Moviepilot schreibt in seiner Kritik, der Film fessele bis zur letzten Sekunde, und wie jeder gute Thriller wisse Caddo Lake seinen Schauplatz zu nutzen. Die mysteriösen Sümpfe  Louisianas würden von George und Held effektiv in Szene gesetzt. Vor allem aber seien es Dylan O’Brien und Eliza Scanlen, die dem Film einen einzigartigen Sog verliehen.